# Tepic
Tepic är en stad i västra Mexiko och är den administrativa huvudorten för delstaten Nayarit. Tepic ligger 915 meter över havet och grundades år 1542. 

## Stad och storstadsområde
Staden har 305 489 invånare (2007), med totalt 348 213 invånare 2007) i hela kommunen på en yta av 1 681 km².
Storstadsområdet, Zona Metropolitana de Tepic, har totalt 392 509 invånare (2007) på en yta av 2 160 km². Området består av de båda kommunerna Tepic och Xalisco.